# وسیلیا
وسیلیا (به لاتین: Vasileia) یک زیستگاه انسانی در قبرس است که در ناحیه گیرنه واقع شده‌است.